# Peliala thontes
Peliala thontes là một loài bướm đêm trong họ Erebidae.